# San Juan Quiotepec
San Juan Quiotepec es una localidad del estado mexicano de Oaxaca. Es cabecera del municipio de San Juan Quiotepec.

## Demografía
| Censo | Población |
| ----- | --------- |
| 1900  | 684       |
| 1910  | 707       |
| 1921  | 756       |
| 1930  | 1325      |
| 1940  | 1680      |
| 1950  | 798       |
| 1960  | 1469      |
| 1970  | 1570      |
| 1980  | 1532      |
| 1990  | 1822      |
| 1995  | 1545      |
| 2000  | 1579      |
| 2005  | 1397      |
| 2010  | 1338      |
| 2020  | 1224      |